# Viggianello
Viggianello es una comuna y población de Francia, en la región de Córcega, departamento de Córcega del Sur.
Su población en el censo de 1999 era de 417 habitantes.

Su fundación tuvo lugar en época griega o probablemente durante la segunda guerra púnica (siglo III a. C.). De este período han sido hallados vasos y monedas en los yacimientos arqueológicos de las localidades de Spedarei, Campo le Rose y Caloi.
La historia habla de la existencia de un Castrum Byanelli, presidio romano de la vía Capua-Rhegium, conocida también como vía Popilia o vía Annia, construida en el 132 a. C. para unir Roma a Reggio Calabria.
Del antiguo centro se perdió la pista y sólo en el siglo X se tiene noticia de la presencia de monjes basileos activos en el territorio en algunas capillas-hipogeo.
Conquistada por los normandos (siglo XI) los cuales erigieron el primer fuerte, apareciendo por primera vez en un documento del 1132 con el nombre de Vinginello.
Viggianello perteneció desde 1484 al 1809 a la poderosa familia de los Sanseverino-Bisignano.
En el siglo XVII su población fue diezmada por epidemias de peste

## Lugares de interés
El lugar conserva su original estructura urbanística donde se enlazan las estructuras arquitectónicas más importantes entre las cuales destaca la iglesia principal de Santa Caterina, que custodia en su interior una pila bautismal del siglo XVI, la iglesia de la Santísima Trinidad, dotada de una cúpula de estilo basiliano, los restos del castillo de los Sanseverino Bisignano.
De época más reciente son las casas señoriales del siglo XVIII entre los cuales destacan el Palazzo Mastropaolo y el Palazzo Caporale.
Viggianello forma parte del parque nacional del Pollino, oasis natural donde es posible realizar excursiones de diversa índole.
Iglesia de la SS. Trinidad, restos del castillo de los Sanseverino Bisognano, iglesia parroquial de S. Caterina (siglo XVII), Palazzo Mastropaolo (siglo XVII), Palazzo De Filipo, Palazzo Caporale (siglo XVII), capilla de Santa María de la Asunción (1595), capilla de Santa María de la Gruta o Santa Rosa (1738), capilla de San Luis (fam. De Filipo), capilla de San Luigi, capilla de la Inmaculada Concepción, capilla de S. Sebastián, capilla de San Antonio (1656), capilla de Ave Maria, capilla de S. Lucía situada en la localidad de Canalea, iglesia de San Francisco de Paola (siglo XIX), iglesia de S. Pascual en la localidad de Prastio, fuente de Giogia (1876), iglesia parroquial de S. Carmelo en la localidad de Pedali, Capillas de; S. Honorio, Virgen del Alto (1775), S. Antonio en el convento, Virgen del Socorro, María SS. Milagrosa, S. Francisco de Paola, Molino Magnacane en la localidad de Falascoso, Piano Ruggio y el Belvedere; zona arqueológica de época greco-romana en la localidad de Spedirei, parque nacional del Pollino, Visita de Castellucio Superior, Visita a Casteluccio Inferior, Visita de Rotonda.

## Eventos
Carnaval de Viggianello, Procesión del Cristo Muerto el Viernes Santo, fiesta en honor de San Francisco de Paola, primera semana después de Pascua en el barrio Piano Pedali; fiesta en honor a la Virgen del Alto el último domingo de mayo en la localidad de San Nicola-Gallizzi, Sagrado Corazón de Jesús el primer domingo de julio. Fiesta en honor a S. Francisco de Paola el segundo y tercer domingo de agosto, fiesta en honor a la Virgen del Carmelo el tercer domingo de agosto, fiesta en honor a San Francisco de Paola y sagra dell’abete la última semana de agosto; Peregrinaje a la Virgen del Alto el primer domingo de septiembre; Fiesta en honor a la Virgen de los Dolores el último domingo de septiembre: fiesta de S. Caterina el 25 de noviembre.